# Carl Herman Levin

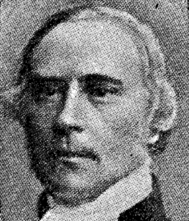
Portrait von Carl Herman Levin aus dem Svenskt biografiskt handlexikon von 1906

Carl Herman Levin (* 29. September 1816 in Muskö (Gemeinde Haninge); † 1. Oktober 1883 in Österhaninge) war ein schwedischer Pfarrer und Autor.

## Leben
Levin war der Sohn des Landwirts Per Ludvig Levin und seiner Frau Lovisa Gustafva Strandman und Bruder des Arztes Per Axel Levin und des Juristen Sten Niklas Levin.
Levin studierte ab 1835 Philosophie an der Universität Uppsala und wurde 1840 in Stockholm zum Pfarrer ordiniert. Er schloss sein Studium 1842 ab und wurde im selben Jahr Vikar in der Finska kyrkan in Stockholm. 1849 wurde er Adjunkt an der St.-Maria-Magdalena-Kirche und stieg 1857 zum Kaplan (komminister) auf. Ab 1856 war er auch Hofprediger. 1871 wurde er Pfarrer in der Gemeinde Österhaninge mit den Pfarreien der Inseln Ornö, Utö und Nämdö im Bistum Strängnäs.
Levin veröffentlichte Gedichte und wurde 1849 von der Schwedischen Akademie für seine Dissertation Om sambandet mellan den estetiska känslan och den religiösa ausgezeichnet. Von 1858 bis 1871 war er Sekretär der Gesellschaft Pro Fide et Christianismo.
Levin war ab 1851 mit Charlotta Wilhelmina Sjöstrand verheiratet. Sein Sohn Per Levin (1870–1945) trat ebenfalls als Dichter hervor.

## Schriften
- Poetiskt hafsskum från Sotaskären (1841)
- Psaltare och Lyra (1843)
- Runor från lifvets runestaf (1848)
- Samfundet Pro fide et Chistianismo, hundraårigt minnesblad vid samfundets jubelfest (1872)